# 広東文革虐殺

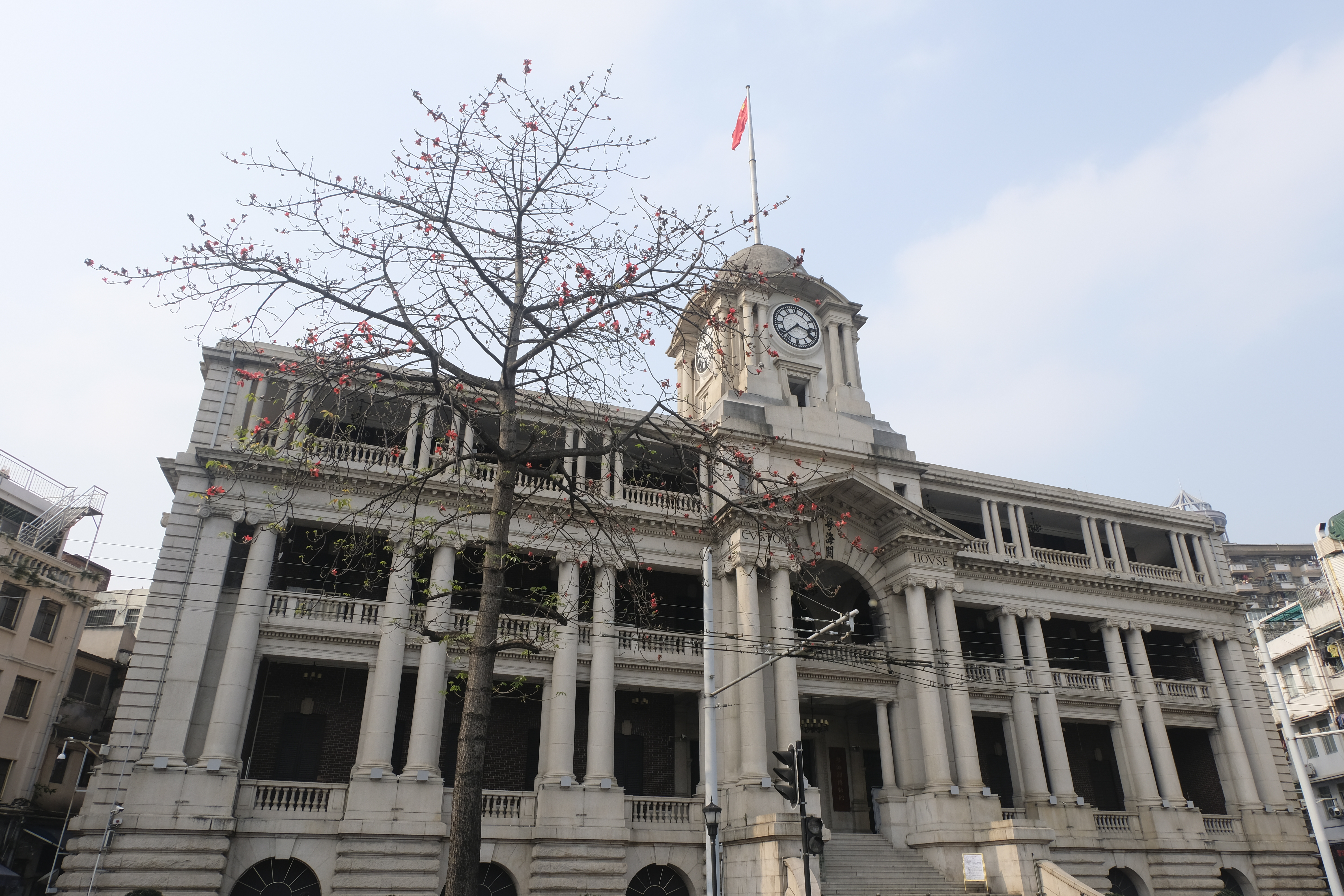
広州市荔湾区沿い、江西路に位置する粵海関大楼。大楼の多くの部分が文化大革命期間に破壊され、アルファベット、建築家と建築者の氏名などはコンクリートで覆われた。時計台で流されていた当時の世界的流行曲『ウェストミンスターの鐘』は、『東方紅』に改められた。

広東文革虐殺（かんとんぶんかくぎゃくさつ）は、文化大革命の期間中（1966年-1976年）に中華人民共和国の広東省で発生した一連の虐殺事件である。
撥乱反正及び改革開放以降に公開された57県の県誌によれば、文革の期間中、広東省下の80県において、28県で集団虐殺が発生し、6県で1,000人以上が殺され、そのうち陽江大虐殺での陽春県（2,600人以上が死亡）が最も深刻であった。現在わかっている全ての虐殺が発生した県の異状死の平均人数は278人であった。他にも、広東の一部都市で虐殺事件が発生している。例えば、広州労改犯吊し上げ事件では少なくとも187-197人が死亡した。
広東文革虐殺事件は主に1968年7月から10月の間にかけ、広東省革命委員会、各県革命委員会 (文革)などの機構の指導によって発生した。広東省は文革で虐殺が最も深刻な省のうちの一つであり、広西虐殺と一定の連動があった。集団虐殺は主に二種類に分類できる。ひとつは「四類分子（地主・富農・反革命分子・破壊分子）」及びその親類の虐殺であり、もう一方は政治的迫害による虐殺である。当時広東省の行政区に属していた海南島でも大虐殺事件が発生した。現地の軍隊と民兵の主導により、そのうち儋県大虐殺では700人以上の死亡者を出した。文革終了後の撥乱反正（乱を撥めて正を反す）、改革開放の時代、中共中央、中共広東省委員会は一部の虐殺事件の被害者の名誉回復を行い、1980年1月には広東省革命委員会を正式に廃止、広東省人民政府が再設置された。

## 歴史的背景

### 両派による武装闘争
1966年5月、毛沢東らは中国大陸において文化大革命を発動した。1967年1月より、広東省各党・政権が奪権運動で倒れると、機能不全に陥り、社会は乱れた。3月15日、毛沢東は広東における軍政を実施し、黄永勝が軍事管制委員会主任に任命された。1967年、広東省の造反派群衆連盟（紅旗派）と軍政を支持する派閥（東風派）の間で多数の武装闘争が発生した。当時の周恩来国務院総理らは4月から11月の期間何度も調停を行い、11月初めには広東省で半月以内に「革命委員会 (文革)」を成立させるよう求めた。4月17日、周恩来は広州を訪れ、18日の両派群衆会議上で「中央文革小組」による論調を発表、「東風派」（「総派」とも称する。）を「保守的に偏った群衆組織」であると批判し、「紅旗派」（「旗派」とも称する。）こそが「革命造反派」であるとした。ただし、19日、周恩来は北京に戻った後に東風派に対する論調を「革命組織」であって保守組織ではない、と改めている。後に、黄永勝らは両派群衆やその他群衆組織の指導者と座談会を重ねて意思疎通し、「革命大連合」の実現を希望した。しばらくの間広東省ないでは大規模な動乱が発生しなかったが、7月以降再び大規模な武装闘争が発生した（例えば、7月23日の中正紀念堂大武闘、広州の「820殺人事件」）。11月12日、中共中央、国務院、中共中央軍事委員会、中央文革小組は『広東問題に関する決定』を布告、「広東省革命委員会」の成立を要求した。年末、広州地区の二大派閥が大連合を実現したものの、各組織はなおもそれぞれの旗印を保持していた。

### 広東省革命委員会
1968年2月、広東省で革命委員会 (文革)が成立した。広州軍区司令の黄永勝が革命委員会主任を務め、黄本人は保守的な「東風派」を支持した。しかし、「紅旗派」を中心とする組織の抵抗が未だ続いており、秩序の回復は行われず、続く3ヶ月で紅旗派は多数の大規模な武装闘争を起こした。これと共に5月、毛沢東の支持のもとで階級隊伍清浄化運動が全国規模で展開され、僅か広州市だけでも少なくとも数万人が迫害を受け、迫害で死亡した。特に帰国華僑とその親類、海外と関係のある人が犠牲となった。
1968年6月17日、広東、広西は「反共救国団」なる巨大な陰謀集団を一斉摘発したとしている。そのうち広西にあるのは「分団」であり、本部は広東省首府の広州に存在したという。7月25日、周恩来と康生が広西の群衆代表と接見した際、「反共救国団」に対する見解を認め、「反共救国団」と広西の「四・二二」、広東の「紅旗派」は共謀していると表明した。1968年7月から、広東省革命委員会と軍は中共中央の2つの指示（『七・三布告』・『七・二布告』）を「紅旗派」に対する武器とした。それに伴い広東各地で集団虐殺が激化し、広西では広西虐殺が発生した。1968年7月から10月の間、広東省革命委員会によって、各県革命委員会が指導する集団虐殺は最高潮に達した。陽春県では8月18日から半月も経たないうちに、1700人以上が殺された。そのうち、全水公社では8月15日から25日の間で、「集団殺人」により663人が亡くなった。

## 具体的な事件

### 陽江大虐殺

陽江市の地図。陽江県は文革の後で陽江市に昇格し、陽春県のいくつかの県を統合した。

陽江大虐殺、またの名を陽江「乱打乱殺事件」は、広東省の陽江で発生した。中国共産党陽江市委員会党史研究室のデータによると、少なくとも3,573人が異状死した。具体的には、
- 1968年1月5日-1969年1月中旬、陽江県の虐殺事件であわせて909人が死亡した[5][6]。
- 1967年9月23日から発生した陽春県の虐殺事件ではあわせて2,664人が死亡した[4]。陽江大虐殺の間の殺人の方法としては、石打ち、銃殺、水責め、刺殺、爆殺、焼死、生き埋めなどがある[4][5]。虐殺は現地の県軍管制委員会組織や、各々の人民公社、生産大隊（中国語版）の構成員によって行われ、主な犠牲者は黒五類及びその親類（幼児を含む）であった。一度の大量虐殺によって漠陽江（中国語版）上を死体が漂流した[4][5][32]。

### 広州労改犯吊し上げ事件
広州労改犯吊し上げ事件は1967年8月から約一週間にかけて広州市で発生した。この事件は、粤北などの地域の公安が監獄の犯人を釈放し、これらの労働改造犯が広州で略奪を働こうとしているという噂に端を発した。自衛を名目とした広州の民衆によって極端な暴力行為を引き起こされた。学者の調査によれば、この事件ではあわせて187人から197人が異状死した（一説によれば300人以上）、死者の多くは広州などの一般住民であり、打ち殺された人の多くは広州の様々な街道の両側の樹や、街路の電線などに吊るし上げられた。

### 反彭湃烈士事件

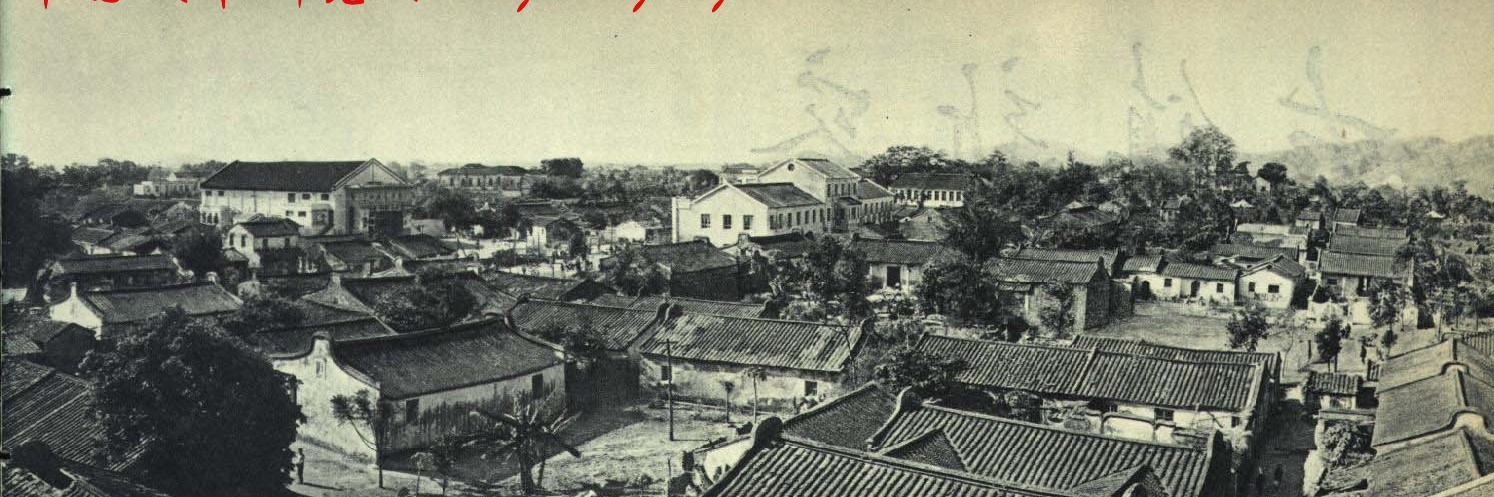
広東省海豊県（1963年）。

反彭湃烈士事件、または反彭湃事件は、文化大革命期に広東省海陸豊地区で発生した重大な冤罪事件である。この事件中の虐殺によってあわせて160人以上が死亡し、800人以上が障害が残るほど殴られたり重症を負い、3,000人が負傷した。反彭湃事件の主な対象は「革命烈士」彭湃の遺族、親族及び関係者であり、この期間彭湃は「叛徒」と認定され、90歳を超える母親が迫害を受けた。甥の彭科、従弟の彭竞、甥のいとこの彭株は殺害され、彭科は斬首されてから三日間民衆に晒された。大虐殺は半月間継続した。1968年8月、彭湃の子、彭洪が秘密裏に殺された。ただし学者の指摘によれば、彭湃は以前、海陸豊の農民運動を指導しており、海陸豊ソビエトの時代に極左「赤色テロ」を起こし、暴力と殺戮が行われ、少なくとも1000名以上の地主が殺されている。これが文革期の現地住民による彭湃家族への逆襲を引き起こした。
広東海豊県（現在は汕尾市下）の『海豊県誌』では、文革期全県で1,948人が吊し上げ、監禁され、367人が異状死した。武装闘争事件で100人以上が死亡し、3,000人以上が負傷し、そのうち400人以上に後遺症が残った。 

### 儋県大虐殺
文革の期間、海南島に位置する儋県（現在の儋州市）、東方県などの地区で大虐殺が発生した。当時この地区は広東省の行政管轄区域に属していた。1967年3月、現地の軍事管制委員会は県に存在した3つの大型群衆組織を「反革命組織」であると宣言した。1968年4月、「海南地区革命委員会」が成立した。8月、海南島の野戦軍、地方部隊（砲兵を含む）、民兵は中共中央が発出した『七・三布告』を利用し、儋県のそれぞれの人民公社、国営農場及び198の革命老区に対し、「反革命組織」に対する武力鎮圧と放火殺人を行った。最終的に儋県ではあわせて5万人以上が拘束され、あわせて500以上の私設監獄が設置され、700以上の民家が焼かれ、数千人が障害を負った。大虐殺によってあわせて700人以上が死亡した。

### 澄海文革虐殺
文革期、汕頭地区、澄海県の革命委員会が現地幹部の余錫渠、林興勝らが「余・林反革命集団」として打倒された。1968年7月23日、澄海県革命委員会、軍事管制委員会は全県武装民兵を徴集し、中国人民解放軍野戦部隊と共同し、余・林ら現地幹部を支持する城、永新、槐沢、建陽、上巷、蘭苑、程洋岡などの大隊を攻撃した。25日前後に占領し、現地幹部と群衆68人が打ち殺された。25日午前、80人以上が澄海県治安式部に連行され、門前で17人が打ち殺された。8月中に、澄海県の組織が3回の大型の吊し上げ大会が行われ、幹部と群衆28人が打ち殺された。1968年9月から1969年4月にかけて、澄海の階級隊伍清浄化運動では全県であわせて7,691人が晒し上げられ、381人が死亡した。

### その他の地区

広東省の行政区

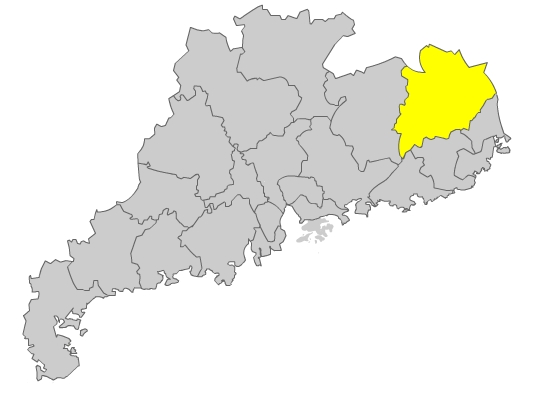
文革期に虐殺が深刻であった広東梅州市。

文革期、陽江大虐殺における陽春県と陽江県の他に、広東五華県、廉江県、梅県、広寧県、連県における大虐殺事件では1,000人以上が死亡した。アメリカスタンフォード大学教授のアンドリュー・G・ウォルダーとカリフォルニア大学アーバイン校教授の蘇陽による2003年の研究結果では、このいくつかの県の県誌に記載されている異状死の人数の内訳は以下の通り。
| 県     | 所属する市 | 異状死の人数 |
| ------ | ---------- | ------------ |
| 陽春県 | 陽江市     | 2,600        |
| 五華県 | 梅州市     | 2,136        |
| 廉江県 | 湛江市     | 1,851        |
| 梅県   | 梅州市     | 1,403        |
| 広寧県 | 肇慶市     | 1,218        |
| 連県   | 清遠市     | 1,019        |

これ以外にも広東のその他県市で虐殺事件が発生している。
- 広東曲曲江県（現在の韶関市）の『曲江県誌』は次のように記載している。「（1968年）1月、樟市公社で深刻な違法殺人が発生した。全公社の13大隊で無差別殺人行為が発生し、あわせて149人が殺害された。」[3]

- 広東信宜県（現在の信宜市）の『信宜県誌』は次のように記載している。「池洞、鎮隆と北界の3つの公社で大量暴行殺人の現象が発生し、29人が死んだ。」[3]

## 死亡者数
虐殺のメカニズムと動機について、蘇陽は、広西・広東両省農村地区の文革虐殺に関する研究を通じて書籍『文革時期の中国農村の集団殺戮』中で、いわゆる「共同体型（community model）」を考案し集団殺戮行為を解釈し、主流のジェノサイド研究中で採用される「国家政策型（state policy model）」に挑戦した。一方で書籍『文革大虐殺』において宗永毅は、「文革中の虐殺と暴力は、大概は一種の国家機器の行為であり、政権の公民に対する直接的な殺戮であった。」と主張している。
文化大革命の期間で、広東省の異状死による死者数は全国でも上位である。
- 2016年、厳飛（現清華大学教授）[53]）の研究によれば、県誌データベースによると、広東省の各県平均の異状死は299人であり、全国第5位である[54]。

- 2006年、カリフォルニア大学アーバイン校教授の蘇陽が行った研究によれば、文革期に広東省下にあった80県のうち、撥乱反正、改革開放以降に公開された57県の県誌において、各県の被害者平均人数は6,788.6人であり、そのうち死亡者の平均が311.6人（虐殺による死亡含む）、負傷者の平均は28.1人であった[3]。

- 2003年、アメリカスタンフォード大学教授のアンドリュー・G・ウォルダとカリフォルニア大学アーバイン校教授の蘇陽が行った研究によれば、広東省の下にある114県のうち、61県の公開の県誌では各県の異状死の死亡者数の平均は290人で、全国で3番目に多く、全省ではあわせて33,060人が死亡した[11]。

そのうち、広東文革虐殺事件において、
- 上述した2006年の研究によれば、広東省の28県で集団虐殺（10人以上の死亡）が発生し、平均死亡者数は278人、合計して7,784人が死亡した[3][55]。しかし研究者は、これらの県誌の編集者の独自研究や情報収集不足がある可能性があり、ゆえに県誌に記載される人数は実際に死亡した人数の最低の推測数であると見なしている[3][11][55]。

- 虐殺事件が比較的少なかった広東省下の都市のうち、広州労働改造犯絞殺事件では少なくとも187人から197人が死亡した[3][8][9][10]。

- 文革の時代、海南島は広東省の管轄下にあり、そのうち儋県ではあわせて700人以上が死亡した[6][14]。

## その後
1971年9月、「林彪事件」が勃発した。広東省革命委員会主任の黄永勝は、林彪が政治局と軍の盟友から職を追われると、逮捕された。1973年8月、黄は党除名処分を受け、隔離され審査を受けた。1976年9月、毛沢東が死亡すると、同年10月、四人組が打倒され、文化大革命は終結した。
撥乱反正の時代、1978年末から1979年初めにかけて、中共中央支持のもとで時の広東省委員会書記習仲勲らが「反澎湃烈士事件」の名誉回復を行った。1979年12月、広東省五期人大二次会議が広州で開催され、広東省革命委員会の廃止と、広東省人民政府の再設置を決定し、1980年1月に正式に施行した。1981年，黄永勝が「林彪・江青反革命集団」の主犯の一人とされ、懲役18年、公民権剥奪5年に処され、1983年4月26日、青島で死亡した。